# 21256 Robertobattiston
21256 Robertobattiston è un asteroide della fascia principale. Scoperto nel 1996, presenta un'orbita caratterizzata da un semiasse maggiore pari a 3,2115893 UA e da un'eccentricità di 0,1808348, inclinata di 2,15716° rispetto all'eclittica.
L'asteroide è dedicato al fisico italiano Roberto Battiston.